# 沃爾姆西
沃爾姆西，是爱沙尼亚莱内县的一个乡村型市镇，范围覆盖沃尔姆西岛。行政中心为胡洛村。市镇面积为95平方公里，2021年时人口数量为407人。

## 行政管理
沃尔姆西市镇包括14个村庄。